# Ministarstvo zaštite okoliša i zelene tranzicije Republike Hrvatske
Ministarstvo zaštite okoliša i zelene tranzicije Republike Hrvatske ministarstvo je u Vladi Republike Hrvatske.

## Opis ministarstva
Težište rada Ministarstva zaštite okoliša i zelene tranzicije je u stvaranju uvjeta za održivi razvoj – razvoj koji zadovoljava potrebe današnjice, a pritom ne ugrožava potrebe budućih generacija.
Djelokrug Ministarstva obuhvaća poslove koji se odnose na zaštitu i očuvanje okoliša i prirode u skladu s politikom održivog razvoja Republike Hrvatske, poslove koji se odnose na upravljanje vodama te upravne i druge poslove iz područja energetike.
Zaštita okoliša spada u neke od najzahtjevnijih aktivnosti koje zadiru u sve aspekte organizacije ljudskog društva. Donošenjem Nacionalne strategije održivog razvoja, Ministarstvo je postalo točka koordinacije za teme održivog razvoja na nacionalnoj razini te koordinator multilateralnih okolišnih sporazuma i globalnih pitanja održivog razvoja na međunarodnoj razini. U nadležnosti Ministarstva je i upravni nadzor i nadzor nad stručnim radom:
- Fonda za zaštitu okoliša i energetsku učinkovitost (FZOEU)
- Državnog hidrometeorološkog zavoda (DHMZ)
- Hrvatskih voda
- Nacionalnih parkova i parkova prirode.

## Ministri
Trenutno dužnost ministrice zaštite okoliša i zelene tranzicije obnaša Marija Vučković od 17. svibnja 2024, magistrica ekonomskih znanosti iz HDZ-a.

### Povijest
Sljedeći su ministri od osamostaljenja Republike Hrvatske upravljali resorom zaštite okoliša.
| vlada        | ministar                  | zvanje                                                                           | početak mandata    | kraj mandata       |
| ------------ | ------------------------- | -------------------------------------------------------------------------------- | ------------------ | ------------------ |
| 1.           | Milan Hrnjak              | ministar građevinarstva, stambeno-komunalnih poslova i zaštite čovjekove okoline | 30. svibnja 1990.  | 4. ožujka 1991.    |
| 2.           | Milan Hrnjak              | ministar građevinarstva, stambeno-komunalnih poslova i zaštite čovjekove okoline | 30. svibnja 1990.  | 4. ožujka 1991.    |
| resor ukinut |                           |                                                                                  |                    |                    |
| 3.           | Ivan Cifrić               | ministar zaštite okoliša, prostornog uređenja i graditeljstva                    | 2. kolovoza 1991.  | 12. kolovoza 1992. |
| 4.           | Zdenko Karakaš            | ministar graditeljstva i zaštite okoliša                                         | 12. kolovoza 1992. | 3. travnja 1993.   |
| 5.           | Zlatko Tomčić             | ministar graditeljstva i zaštite okoliša                                         | 3. travnja 1993.   | 31. prosinca 1994. |
| resor ukinut |                           |                                                                                  |                    |                    |
| 7.           | Božo Kovačević            | ministar zaštite okoliša i prostornog uređenja                                   | 27. siječnja 2000. | 23. prosinca 2003. |
| 8.           | Božo Kovačević            | ministar zaštite okoliša i prostornog uređenja                                   | 27. siječnja 2000. | 23. prosinca 2003. |
| 9.           | Marina Matulović Dropulić | ministrica zaštite okoliša, prostornog uređenja i graditeljstva                  | 23. prosinca 2003. | 29. prosinca 2010. |
| 10.          | Marina Matulović Dropulić | ministrica zaštite okoliša, prostornog uređenja i graditeljstva                  | 23. prosinca 2003. | 29. prosinca 2010. |
| 11.          | Marina Matulović Dropulić | ministrica zaštite okoliša, prostornog uređenja i graditeljstva                  | 23. prosinca 2003. | 29. prosinca 2010. |
| 11.          | Branko Bačić              | ministar zaštite okoliša, prostornog uređenja i graditeljstva                    | 29. prosinca 2010. | 23. prosinca 2011. |
| 12.          | Mihael Zmajlović          | ministar zaštite okoliša i prirode                                               | 23. prosinca 2011. | 22. siječnja 2016. |
| 13.          | Slaven Dobrović           | ministar zaštite okoliša i prirode (kasnije energetike)                          | 22. siječnja 2016. | 27. travnja 2017.  |
| 14.          | Slaven Dobrović           | ministar zaštite okoliša i prirode (kasnije energetike)                          | 22. siječnja 2016. | 27. travnja 2017.  |
| 14.          | Tomislav Ćorić            | ministar zaštite okoliša i energetike                                            | 9. lipnja 2017.    | 23. srpnja 2020.   |
| resor ukinut |                           |                                                                                  |                    |                    |
| 16.          | Marija Vučković           | ministrica zaštite okoliša i zelene tranzicije                                   | 17. svibnja 2024.  | –                  |

## Vanjske poveznice
- Službene stranice Ministarstva